# WWE Hardcore Championship
Le WWE Hardcore Championship est un ancien championnat de catch hardcore défendu à la World Wrestling Entertainment sous les règles hardcores.

## Règles hardcore
- Pas de disqualification : toutes les armes et interventions sont légales.
- Le tombé ou la soumission peuvent se faire partout, il n'y a donc pas de décompte extérieur.
- Règle du « 24/7 » : la ceinture est toujours défendue, permettant des changements à n'importe quel moment tant qu'un arbitre officiel est présent.

## Histoire
Vince McMahon remettait pour la première fois la ceinture à Mankind le 2 novembre 1998. Après avoir perdu le titre contre Big Bossman, il n'a jamais eu une chance de le récupérer, vu qu'il était désormais mis en avant dans les main-events peu de temps après la perte de la ceinture. À cette époque des origines du titre, l'idée était que la ceinture devrait être utilisée dans des segments comiques pour tenter de mettre encore plus en avant la réputation de Mankind en tant que célèbre catcheur hardcore, mais alors que Foley faisait l'unanimité avec le public et que la popularité du catch hardcore ne cessait d'augmenter à l'époque, le titre Hardcore semblait pouvoir fonctionner à temps plein. Sa popularité grandissante amenait même les rivaux de la World Championship Wrestling à créer leur propre titre Hardcore, un changement suivit par de nombreuses autres fédérations indépendantes.
Quelques morceaux ont été repris de la ceinture WWF des années 1980 qui avait été détruite par Mr.Perfect (ceinture qu'il avait volé à Hulk Hogan) le 31 octobre 1989 lors de WWE Saturday Night's Main Event.

### 24/7
Quand Crash Holly remporte la ceinture en 2000, il introduit la règle du « 24/7 » qui signifie que le titre doit être défendu « 24 heures sur 24, 7 jours sur 7 » tant qu'un arbitre officiel est présent. Ceci amène de nombreux moments comiques, notamment une fois où la ceinture changeait de mains alors que le champion était endormi et un segment lors d'une édition de Raw où The Headbangers poursuivait Crash Holly aux alentours de Funtime USA, un parc de loisirs situé à Brooklyn, Crash échappant aux tentatives répétées de son adversaire de s'emparer de son titre,.
L'ajout de cette règle a permis de rendre la division beaucoup plus intéressante et imprévisible, ajoutant un vaste étalage de détenteurs et de matchs. Cependant, d'autres[Qui ?] pensaient que cette règle a dévalué la valeur de ce championnat pour les mêmes raisons. Cette règle a amené aux règnes de titres les plus courts et aux changements de titres les plus rapides à la WWE.
La règle du 24/7 était utilisée jusqu'au 19 août 2002 quand le manager général de Raw Eric Bischoff décidait de la suspendre après qu'une Bataille Royale Hardcore a été remportée en 6 minutes par Tommy Dreamer.
Rob Van Dam est celui qui a eu le plus long règne sous les règles 24/7

### Unification et retrait
Quand Bradshaw remportait la ceinture pour la première fois le 9 juin 2002, il la remplaçait par un modèle customisé mettant en avant sa gimmick de Cowboy texan. Cette ceinture comportait un drapeau du Texas, des cornes géantes de taureau et les mots Texas Hardcore Champion. Quand Tommy Dreamer remportait le titre, il remodelait la ceinture de Bradshaw avec un format à la licence de New York (Dreamer est de Yonkers à New York). Cette version de la ceinture était utilisée jusqu'à ce qu'elle soit retirée.
Le 26 août 2002, Rob Van Dam « unifiait » le titre avec le titre Intercontinental quand il battait le champion Hardcore Tommy Dreamer, retirant ainsi le titre. Ce règne peut donc être défini comme le plus court de l'histoire, comme le titre Hardcore était unifié avec le titre Intercontinental aussi tôt que Van Dam l'avait gagné.
Le Championnat Hardcore étant le dernier titre de troisième catégorie, il n'est désormais plus possible pour les nouveaux catcheurs de la WWE de devenir Grand Slam Champion. La WWE à cependant décrété qu'après WrestleMania 31, il sera possible de devenir Grand Slam Champion en ayant remporté le WWE United States Championship.
Lors d'une édition de RAW à l'été 2003, les catcheurs de la WWE et anciens de la Extreme Championship Wrestling Al Snow, The Dudley Family (Bubba, D-Von, et kab), Tommy Dreamer, et Rob Van Dam, avec Vince McMahon, et le Co-General Manager de RAW Stone Cold Steve Austin présentaient le titre Hardcore à la "Légende Hardcore", Mick Foley, en tant que présent.
La ceinture était officieusement réactivée par Mick Foley mi-2006 pour une courte période quand il se déclarait lui-même et Edge les "codétenteurs du titre Hardcore" pendant une feud avec Tommy Dreamer et Terry Funk et à la suite d'un match hardcore par équipe entre eux à ECW One Night Stand. Après que la feud prenait fin, la ceinture disparaissait une fois de plus de la fédération.

## Historique du titre

### Historique du nom
| Nom                       | Durée                        |
| ------------------------- | ---------------------------- |
| WWF Hardcore Championship | 2 novembre 1998 – 5 mai 2002 |
| WWE Hardcore Championship | 6 mai 2002 – 26 août 2002    |

### Historique des règnes
| #   | Champion             | Fois | Date              | Jours    | Lieu                             | Événement                                   | Notes |
| --- | -------------------- | ---- | ----------------- | -------- | -------------------------------- | ------------------------------------------- | --- |
| 1   | Mankind              | 1    | 2 novembre 1998   | 28 jours | Houston (Texas)                  | Raw is War                                  | Le président de la WWF Vince McMahon décerne le nouvellement créé "WWF Hardcore Championship" à Mankind, qui devient le premier champion.                                   |
| 2   | The Big Boss Man     | 1    | 30 novembre 1998  | 15 jours | Baltimore, Maryland              | Raw is War                                  | Dans un match de l’échelle. |
| 3   | Road Dogg            | 1    | 15 décembre 1998  | 55 jours | Spokane, Washington              | Raw is War                                  | |
| —   | Vacant               | —    | février 1999      | —        | N/A                              | N/A                                         | Road Dogg laisse le titre vacant à la suite d'une blessure scénaristique.                                                                                                   |
| 4   | Bob Holly            | 1    | 14 février 1999   | 29 jours | Memphis                          | St. Valentine's Day Massacre: In Your House | En battant Al Snow pour remporter le titre vacant. |
| 5   | Billy Gunn           | 1    | 15 mars 1999      | 13 jours | San José (Californie)            | Raw is War                                  | |
| 6   | Hardcore Holly       | 2    | 28 mars 1999      | 28 jours | Philadelphie (Pennsylvanie)      | WrestleMania XV                             | Dans un triple threat match qui incluait également Al Snow. |
| 7   | Al Snow              | 1    | 25 avril 1999     | 91 jours | Providence, Rhode Island         | Backlash: In Your House                     | |
| 8   | The Big Boss Man     | 2    | 25 juillet 1999   | 28 jours | Buffalo, New York                | Fully Loaded (1999)                         | |
| 9   | Al Snow              | 2    | 22 aout 1999      | 2 jours  | Minneapolis, Minnesota           | SummerSlam (1999)                           | |
| 10  | The Big Boss Man     | 3    | 24 aout 1999      | 14 jours | Kansas City, Missouri            | SmackDown!                                  | Diffusé sur tape delay le 26 aout 1999. |
| 11  | The British Bulldog  | 1    | 7 septembre 1999  | 0 jour   | Albany, New York                 | SmackDown!                                  | Diffusé sur tape delay le 9 septembre 1999. |
| 12  | Al Snow              | 3    | 7 septembre 1999  | 35 jours | Albany, New York                 | SmackDown!                                  | The British Bulldog décerne le titre à Al Snow. Diffusé sur tape delay le 9 septembre 1999.                                                                                 |
| 13  | The Big Boss Man     | 4    | 12 octobre 1999   | 97 jours | Birmingham, Alabama              | SmackDown!                                  | Dans un triple threat match qui incluait également The Big Show. Diffusé sur tape delay le 14 octobre 1999.                                                                 |
| 14  | Test                 | 1    | 17 janvier 2000   | 36 jours | New Haven, Connecticut           | Raw is War                                  | |
| 15  | Crash Holly          | 1    | 22 février 2000   | 20 jours | Nashville, Tennessee             | SmackDown!                                  | La règle « 24/7 » est mise en place; le titre peut être remporté n'importe quand et n'importe où tant qu'un arbitre est présent. Diffusé sur tape delay le 24 février 2000. |
| 16  | Pete Gas             | 1    | 13 mars 2000      | 0 jour   | Newark, New Jersey               | Raw is War                                  | Remporté à l'aéroport de Newark. C'est le premier changement de règne avec la règle « 24/7 ».                                                                               |
| 17  | Crash Holly          | 2    | 13 mars 2000      | 20 jours | Newark (New Jersey)              | Raw is War                                  | Remporté à l'aéroport de Newark. |
| 18  | Tazz                 | 1    | 2 avril 2000      | 0 jour   | Anaheim (Californie)             | WrestleMania 2000                           | Remporté au cours d'une 13 man hardcore battle royal,. |
| 19  | Viscera              | 1    | 2 avril 2000      | 0 jour   | Anaheim (Californie)             | WrestleMania 2000                           | Remporté au cours d'une 13 man hardcore battle royal,. |
| 20  | Funaki               | 1    | 2 avril 2000      | 0 jour   | Anaheim (Californie)             | WrestleMania 2000                           | Remporté au cours d'une 13 man hardcore battle royal,. |
| 21  | Rodney               | 1    | 2 avril 2000      | 0 jour   | Anaheim (Californie)             | WrestleMania 2000                           | Remporté au cours d'une 13 man hardcore battle royal,. |
| 22  | Joey Abs             | 1    | 2 avril 2000      | 0 jour   | Anaheim (Californie)             | WrestleMania 2000                           | Remporté au cours d'une 13 man hardcore battle royal,. |
| 23  | Thrasher             | 1    | 2 avril 2000      | 0 jour   | Anaheim (Californie)             | WrestleMania 2000                           | Remporté au cours d'une 13 man hardcore battle royal,. |
| 24  | Pete Gas             | 2    | 2 avril 2000      | 0 jour   | Anaheim (Californie)             | WrestleMania 2000                           | Remporté au cours d'une 13 man hardcore battle royal,. |
| 25  | Tazz                 | 2    | 2 avril 2000      | 0 jour   | Anaheim (Californie)             | WrestleMania 2000                           | Remporté au cours d'une 13 man hardcore battle royal,. |
| 26  | Crash Holly          | 3    | 2 avril 2000      | 0 jour   | Anaheim, California              | WrestleMania 2000                           | Remporté au cours d'une 13 man hardcore battle royal,. |
| 27  | Hardcore Holly       | 3    | 2 avril 2000      | 1 jour   | Anaheim (Californie)             | WrestleMania 2000                           | Remporté au cours d'une 13 man hardcore battle royal. |
| 28  | Crash Holly          | 4    | 3 avril 2000      | 8 jours  | Los Angeles, California          | Raw is War                                  | |
| 29  | Perry Saturn         | 1    | 11 avril 2000     | 0 jour   | Tampa, Florida                   | SmackDown!                                  | Diffusé sur tape delay le 13 avril 2000. |
| 30  | Tazz                 | 3    | 11 avril 2000     | 0 jour   | Tampa, Florida                   | SmackDown!                                  | Diffusé sur tape delay le 13 avril 2000. |
| 31  | Crash Holly          | 5    | 11 avril 2000     | 13 jours | Tampa, Florida                   | SmackDown!                                  | Diffusé sur tape delay le 13 avril 2000. |
| 32  | Matt Hardy           | 1    | 24 avril 2000     | 1 jour   | Raleigh, North Carolina          | Raw is War                                  | |
| 33  | Crash Holly          | 6    | 25 avril 2000     | 11 jours | Charlotte, North Carolina        | SmackDown!                                  | En battant Matt Hardy pendant son match pour le titre contre Jeff Hardy. Diffusé sur tape delay le 17 avril 2000.                                                           |
| 34  | The British Bulldog  | 2    | 6 mai 2000        | 3 jours  | London, England                  | Insurrextion (2000)                         | |
| 35  | Crash Holly          | 7    | 9 mai 2000        | 6 jours  | New Haven, Connecticut           | SmackDown!                                  | En battant The British Bulldog pendant son match pour le titre contre Hardcore Holly. Diffusé sur tape delay le 11 mai 2000.                                                |
| 36  | Godfather's Ho       | 1    | 15 mai 2000       | 0 jour   | Cleveland, Ohio                  | Raw is War                                  | En battant Crash Holly pendant son match pour le titre contre The Godfather.                                                                                                |
| 37  | Crash Holly          | 8    | 15 mai 2000       | 1 jour   | Cleveland, Ohio                  | Raw is War                                  | En battant Bobcat dans le même match pour récupérer le titre. |
| 38  | Gerald Brisco        | 1    | 16 mai 2000       | 27 jours | Detroit, Michigan                | SmackDown!                                  | En battant Crash Holly qui dormait dans les coulisses. Diffusé sur tape delay le 18 mai 2000.                                                                               |
| 39  | Crash Holly          | 9    | 12 juin 2000      | 7 jours  | St. Louis, Missouri              | Raw is War                                  | |
| 40  | Gerald Brisco        | 2    | 19 juin 2000      | 0 jour   | Nashville, Tennessee             | Raw is War                                  | En battant Crash Holly pendant son match pour le titre contre Hardcore Holly.                                                                                               |
| 41  | Pat Patterson        | 1    | 19 juin 2000      | 6 jours  | Nashville, Tennessee             | Raw is War                                  | En battant Gerald Brisco dans les coulisses. |
| 42  | Crash Holly          | 10   | 25 juin 2000      | 2 jours  | Boston, Massachusetts            | King of the Ring (2000)                     | En battant Pat Patterson pendant son match pour le titre contre Gerald Brisco dans un Hardcore Evening Gown match.                                                          |
| 43  | Steve Blackman       | 1    | 27 juin 2000      | 5 jours  | Hartford, Connecticut            | SmackDown!                                  | En battant Crash Holly pendant son match pour le titre contre Al Snow. Diffusé sur tape delay le 29 juin 2000.                                                              |
| 44  | Crash Holly          | 11   | 2 juillet 2000    | 0 jour   | Tampa, Florida                   | Live event                                  | |
| 45  | Steve Blackman       | 2    | 2 juillet 2000    | 50 jours | Tampa, Florida                   | Live event                                  | |
| 46  | Shane McMahon        | 1    | 21 août 2000      | 6 jours  | Lafayette, Louisiana             | Raw is War                                  | En battant Steve Blackman pendant son match pour le titre contre Test. Mick Foley a suspendu la règle « 24/7 » pendant le règne de Shane McMahon.                           |
| 47  | Steve Blackman       | 3    | 27 août 2000      | 28 jours | Raleigh, North Carolina          | SummerSlam (2000)                           | |
| 48  | Crash Holly          | 12   | 24 septembre 2000 | 0 jour   | Philadelphie (Pennsylvanie)      | Unforgiven (2000)                           | Remporté durant une 6 man battle royal hardcore. |
| 49  | Perry Saturn         | 2    | 24 septembre 2000 | 0 jour   | Philadelphie (Pennsylvanie)      | Unforgiven (2000)                           | Remporté durant une 6 man battle royal hardcore. |
| 50  | Steve Blackman       | 4    | 24 septembre 2000 | 89 jours | Philadelphie (Pennsylvanie)      | Unforgiven (2000)                           | Remporté durant une 6 man battle royal hardcore,. |
| 51  | Raven                | 1    | 22 décembre 2000  | 31 jours | Chattanooga, Tennessee           | Raw is War                                  | Dans un triple threat hardcore match qui incluait aussi Hardcore Holly. |
| 52  | Al Snow              | 4    | 22 janvier 2001   | 0 jour   | Lafayette, Louisiana             | Raw is War                                  | [ 6 ] |
| 53  | Raven                | 2    | 22 janvier 2001   | 12 jours | Lafayette, Louisiana             | Raw is War                                  | [ 6 ] |
| 54  | K-Kwik               | 1    | 3 février 2001    | 0 jour   | Greensboro, North Carolina       | Live event                                  | |
| 55  | Crash Holly          | 13   | 3 février 2001    | 0 jour   | Greensboro, North Carolina       | Live event                                  | |
| 56  | Raven                | 3    | 3 février 2001    | 1 jour   | Greensboro, North Carolina       | Live event                                  | |
| 57  | K-Kwik               | 2    | 4 février 2001    | 0 jour   | Columbia, South Carolina         | Live event                                  | |
| 58  | Crash Holly          | 14   | 4 février 2001    | 0 jour   | Columbia, South Carolina         | Live event                                  | |
| 59  | Raven                | 4    | 4 février 2001    | 2 jours  | Columbia, South Carolina         | Live event                                  | |
| 60  | Hardcore Holly       | 4    | 6 février 2001    | 0 jour   | North Charleston, South Carolina | SmackDown!                                  | Diffusé sur tape delay le 8 février 2001. |
| 61  | Raven                | 5    | 6 février 2001    | 4 jours  | North Charleston, South Carolina | SmackDown!                                  | Diffusé sur tape delay le 8 février 2001. |
| 62  | Hardcore Holly       | 5    | 10 février 2001   | 0 jour   | Saint Paul, Minnesota            | Live event                                  | |
| 63  | Raven                | 6    | 10 février 2001   | 1 jour   | Saint Paul, Minnesota            | Live event                                  | |
| 64  | Hardcore Holly       | 6    | 11 février 2001   | 0 jour   | Boston, Massachusetts            | Live event                                  | |
| 65  | Al Snow              | 5    | 11 février 2001   | 0 jour   | Boston, Massachusetts            | Live event                                  | |
| 66  | Raven                | 7    | 11 février 2001   | 6 jours  | Boston, Massachusetts            | Live event                                  | |
| 67  | Steve Blackman       | 5    | 17 février 2001   | 0 jour   | Cedar Falls, Iowa                | Live event                                  | |
| 68  | Raven                | 8    | 17 février 2001   | 1 jour   | Cedar Falls, Iowa                | Live event                                  | |
| 69  | Steve Blackman       | 6    | 18 février 2001   | 0 jour   | Cape Girardeau, Missouri         | Live event                                  | |
| 70  | Raven                | 9    | 18 février 2001   | 7 jours  | Cape Girardeau, Missouri         | Live event                                  | |
| 71  | Billy Gunn           | 2    | 25 février 2001   | 0 jour   | Las Vegas, Nevada                | No Way Out (2001)                           | En battant Raven pendant son match pour le titre contre The Big Show. |
| 72  | Raven                | 10   | 25 février 2001   | 0 jour   | Las Vegas, Nevada                | No Way Out (2001)                           | |
| 73  | The Big Show         | 1    | 25 février 2001   | 22 jours | Las Vegas, Nevada                | No Way Out (2001)                           | |
| 74  | Raven                | 11   | 19 mars 2001      | 13 jours | Albany, New York                 | Raw is War                                  | En battant The Big Show dans les coulisses. |
| 75  | Kane                 | 1    | 1er avril 2001    | 16 jours | Houston (Texas)                  | WrestleMania X-Seven                        | Dans un Catch hardcore Triple Threat qui incluait également The Big Show.                                                                                                   |
| 76  | Rhyno                | 1    | 17 avril 2001     | 34 jours | Nashville, Tennessee             | SmackDown!                                  | Diffusé sur tape delay le 19 avril 2001. |
| 77  | The Big Show         | 2    | 21 mai 2001       | 7 jours  | San José (Californie)            | Raw is War                                  | |
| 78  | Chris Jericho        | 1    | 28 mai 2001       | 0 jour   | Calgary (Alberta)                | Raw is War                                  | Il remporte le titre en conservant le World Tag Team Championship. |
| 79  | Rhyno                | 2    | 28 mai 2001       | 15 jours | Calgary, Alberta                 | Raw is War                                  | |
| 80  | Test                 | 2    | 12 juin 2001      | 13 jours | Baltimore, Maryland              | SmackDown!                                  | Diffusé sur tape delay le 16 juin 2001. |
| 81  | Rhyno                | 3    | 25 juin 2001      | 0 jour   | New York City, New York          | Raw is War                                  | |
| 82  | Mike Awesome         | 1    | 25 juin 2001      | 15 jours | New York City, New York          | Raw is War                                  | En battant Rhyno dans les coulisses. |
| 83  | Jeff Hardy           | 1    | 10 juillet 2001   | 12 jours | Birmingham, Alabama              | SmackDown!                                  | Diffusé sur tape delay le 12 juillet 2001. |
| 84  | Rob Van Dam          | 1    | 22 juillet 2001   | 22 jours | Cleveland, Ohio                  | Invasion                                    | |
| 85  | Jeff Hardy           | 2    | 13 août 2001      | 6 jours  | Chicago (Illinois)               | Raw is War                                  | En battant Rob Van Dam pendant son match pour le titre contre Kurt Angle.                                                                                                   |
| 86  | Rob Van Dam          | 2    | 19 août 2001      | 22 jours | San José (Californie)            | SummerSlam (2001)                           | Dans un match de l'échelle. |
| 87  | Kurt Angle           | 1    | 10 septembre 2001 | 0 jour   | San Antonio (Texas)              | Raw is War                                  | |
| 88  | Rob Van Dam          | 3    | 10 septembre 2001 | 90 jours | San Antonio (Texas)              | Raw is War                                  | |
| 89  | The Undertaker       | 1    | 9 décembre 2001   | 58 jours | San Diego (Californie)           | Vengeance (2001)                            | |
| 90  | Maven                | 1    | 2 février 2002    | 21 jours | Los Angeles (Californie)         | SmackDown!                                  | Diffusé sur tape delay le 7 février 2002. |
| 91  | Goldust              | 1    | 26 février 2002   | 13 jours | Boston, Massachusetts            | SmackDown!                                  | Diffusé sur tape delay le 28 février 2002. |
| 92  | Al Snow              | 6    | 11 mars 2002      | 1 jour   | Detroit, Michigan                | Raw                                         | [ 10 ] |
| 93  | Maven                | 2    | 12 mars 2002      | 5 jours  | Cleveland, Ohio                  | SmackDown!                                  | Diffusé sur tape delay le 14 mars 2002. |
| 94  | Spike Dudley         | 1    | 17 mars 2002      | 0 jour   | Toronto, Ontario                 | WrestleMania X8                             | En battant Maven pendant son match pour le titre contre Goldust. |
| 95  | The Hurricane        | 1    | 17 mars 2002      | 0 jour   | Toronto, Ontario                 | WrestleMania X8                             | En battant Spike Dudley dans les coulisses. |
| 96  | Mighty Molly         | 1    | 17 mars 2002      | 0 jour   | Toronto, Ontario                 | WrestleMania X8                             | Première Diva à remporter le titre, en battant The Hurricane dans les coulisses.                                                                                            |
| 97  | Christian            | 1    | 17 mars 2002      | 0 jour   | Toronto, Ontario                 | WrestleMania X8                             | En battant Mighty Molly dans les coulisses. |
| 98  | Maven                | 3    | 17 mars 2002      | 9 jours  | Toronto, Ontario                 | WrestleMania X8                             | En battant Christian dans les coulisses. |
| 99  | Raven                | 12   | 26 mars 2002      | 6 jours  | Philadelphie (Pennsylvanie)      | SmackDown!                                  | Raven faisant partie de Raw, rendit le titre exclusif à Raw après le WWF Brand Extension. Diffusé sur tape delay le 28 mars 2002.                                           |
| 100 | Bubba Ray Dudley     | 1    | 1er avril 2002    | 6 jours  | Albany, New York                 | Raw                                         | |
| 101 | William Regal        | 1    | 7 avril 2002      | 0 jour   | Denver, Colorado                 | Live event                                  | |
| 102 | Goldust              | 2    | 7 avril 2002      | 0 jour   | Denver, Colorado                 | Live event                                  | |
| 103 | Raven                | 13   | 7 avril 2002      | 0 jour   | Denver, Colorado                 | Live event                                  | |
| 104 | Bubba Ray Dudley     | 2    | 7 avril 2002      | 6 jours  | Denver (Colorado)                | Live event                                  | |
| 105 | William Regal        | 2    | 13 avril 2002     | 0 jour   | Odessa (Texas)                   | Live event                                  | |
| 106 | Spike Dudley         | 2    | 13 avril 2002     | 0 jour   | Odessa (Texas)                   | Live event                                  | |
| 107 | Goldust              | 3    | 13 avril 2002     | 0 jour   | Odessa (Texas)                   | Live event                                  | |
| 108 | Bubba Ray Dudley     | 3    | 13 avril 2002     | 0 jour   | Odessa (Texas)                   | Live event                                  | |
| 109 | William Regal        | 3    | 14 avril 2002     | 0 jour   | Abilene (Texas)                  | Live event                                  | |
| 110 | Spike Dudley         | 3    | 14 avril 2002     | 0 jour   | Abilene (Texas)                  | Live event                                  | |
| 111 | Goldust              | 4    | 14 avril 2002     | 0 jour   | Abilene (Texas)                  | Live event                                  | |
| 112 | Bubba Ray Dudley     | 4    | 14 avril 2002     | 1 jour   | Abilene (Texas)                  | Live event                                  | |
| 113 | Raven                | 14   | 15 avril 2002     | 0 jour   | College Station, Texas           | Raw                                         | |
| 114 | Tommy Dreamer        | 1    | 15 avril 2002     | 0 jour   | College Station, Texas           | Raw                                         | |
| 115 | Steven Richards      | 1    | 15 avril 2002     | 0 jour   | College Station, Texas           | Raw                                         | |
| 116 | Bubba Ray Dudley     | 5    | 15 avril 2002     | 4 jours  | College Station, Texas           | Raw                                         | |
| 117 | Goldust              | 5    | 19 avril 2002     | 0 jour   | Uniondale, New York              | Live event                                  | |
| 118 | Raven                | 15   | 19 avril 2002     | 0 jour   | Uniondale, New York              | Live event                                  | |
| 119 | Hardcore Holly       | 7    | 19 avril 2002     | 1 jour   | Uniondale, New York              | Live event                                  | |
| 120 | Goldust              | 6    | 20 avril 2002     | 0 jour   | Des Moines, Iowa                 | Live event                                  | |
| 121 | Raven                | 16   | 20 avril 2002     | 0 jour   | Des Moines, Iowa                 | Live event                                  | |
| 122 | Bubba Ray Dudley     | 7    | 20 avril 2002     | 9 jours  | Des Moines, Iowa                 | Live event                                  | |
| 123 | Steven Richards      | 2    | 29 avril 2002     | 2 jours  | Buffalo, New York                | Raw                                         | En battant Bubba Ray Dudley pendant son match pour le titre contre Jazz. |
| 124 | Tommy Dreamer        | 2    | 1er mai 2002      | 0 jour   | Cologne (Allemagne)              | Live event                                  | |
| 125 | Goldust              | 7    | 1er mai 2002      | 0 jour   | Cologne (Allemagne)              | Live event                                  | |
| 126 | Steven Richards      | 3    | 1er mai 2002      | 1 jour   | Cologne (Allemagne)              | Live event                                  | |
| 127 | Shawn Stasiak        | 1    | 2 mai 2002        | 0 jour   | Glasgow, Scotland                | Live event                                  | |
| 128 | Justin Credible      | 1    | 2 mai 2002        | 0 jour   | Glasgow, Scotland                | Live event                                  | |
| 129 | Crash Holly          | 15   | 2 mai 2002        | 0 jour   | Glasgow, Scotland                | Live event                                  | |
| 130 | Steven Richards      | 4    | 2 mai 2002        | 0 jour   | Glasgow, Scotland                | Live event                                  | |
| 131 | Shawn Stasiak        | 2    | 2 mai 2002        | 0 jour   | Glasgow, Scotland                | Live event                                  | |
| 132 | Steven Richards      | 5    | 2 mai 2002        | 1 jour   | Glasgow, Scotland                | Live event                                  | |
| 133 | Crash Holly          | 16   | 3 mai 2002        | 0 jour   | Birmingham, England              | Live event                                  | |
| 134 | Steven Richards      | 6    | 3 mai 2002        | 1 jour   | Birmingham, England              | Live event                                  | |
| 135 | Booker T             | 1    | 4 mai 2002        | 0 jour   | London, England                  | Insurrextion (2002)                         | |
| 136 | Crash Holly          | 17   | 4 mai 2002        | 0 jour   | Londres (Angleterre)             | Insurrextion (2002)                         | |
| 137 | Booker T             | 2    | 4 mai 2002        | 0 jour   | Londres (Angleterre)             | Insurrextion (2002)                         | |
| 138 | Steven Richards      | 7    | 4 mai 2002        | 2 jours  | London, England                  | Insurrextion (2002)                         | Le titre est renommé WWE Hardcore Championship le 5 mai 2002 à la suite du changement de nom de la WWF en World Wrestling Entertainment.                                    |
| 139 | Bubba Ray Dudley     | 8    | 6 mai 2002        | 0 jour   | Hartford (Connecticut)           | Raw                                         | |
| 140 | Raven                | 17   | 6 mai 2002        | 0 jour   | Hartford (Connecticut)           | Raw                                         | |
| 141 | Justin Credible      | 2    | 6 mai 2002        | 0 jour   | Hartford (Connecticut)           | Raw                                         | |
| 142 | Crash Holly          | 18   | 6 mai 2002        | 0 jour   | Hartford (Connecticut)           | Raw                                         | |
| 143 | Trish Stratus        | 1    | 6 mai 2002        | 0 jour   | Hartford, Connecticut            | Raw                                         | |
| 144 | Steven Richards      | 8    | 6 mai 2002        | 19 jours | Hartford (Connecticut)           | Raw                                         | |
| 145 | Tommy Dreamer        | 3    | 25 mai 2002       | 0 jour   | Winnipeg (Manitoba)              | Live event                                  | |
| 146 | Raven                | 18   | 25 mai 2002       | 0 jour   | Winnipeg, Manitoba               | Live event                                  | |
| 147 | Steven Richards      | 9    | 25 mai 2002       | 1 jour   | Winnipeg, Manitoba               | Live event                                  | |
| 148 | Tommy Dreamer        | 4    | 26 mai 2002       | 0 jour   | Red Deer (Alberta)               | Live event                                  | |
| 149 | Raven                | 19   | 26 mai 2002       | 0 jour   | Red Deer, Alberta                | Live event                                  | |
| 150 | Steven Richards      | 10   | 26 mai 2002       | 1 jour   | Red Deer, Alberta                | Live event                                  | |
| 151 | Terri                | 1    | 27 mai 2002       | 0 jour   | Edmonton, Alberta                | Raw                                         | Dernière Diva à remporter le titre, en battant Steven Richards pendant une interview.                                                                                       |
| 152 | Steven Richards      | 11   | 27 mai 2002       | 6 jours  | Edmonton (Alberta)               | Raw                                         | Steven Richards prends immédiatement sa revanche contre Terripour récupérer le titre.                                                                                       |
| 153 | Tommy Dreamer        | 5    | 2 juin 2002       | 0 jour   | New Orleans, Louisiana           | Live event                                  | |
| 154 | Raven                | 20   | 2 juin 2002       | 0 jour   | New Orleans, Louisiana           | Live event                                  | |
| 155 | Steven Richards      | 12   | 2 juin 2002       | 1 jour   | New Orleans, Louisiana           | Live event                                  | |
| 156 | Bradshaw             | 1    | 3 juin 2002       | 19 jours | Dallas (Texas)                   | Raw                                         | |
| 157 | Raven                | 21   | 22 juin 2002      | 0 jour   | Cincinnati (Ohio)                | Live event                                  | |
| 158 | Spike Dudley         | 4    | 22 juin 2002      | 0 jour   | Cincinnati (Ohio)                | Live event                                  | |
| 159 | Shawn Stasiak        | 3    | 22 juin 2002      | 0 jour   | Cincinnati, Ohio                 | Live event                                  | |
| 160 | Bradshaw             | 2    | 22 juin 2002      | 6 jours  | Cincinnati, Ohio                 | Live event                                  | |
| 161 | Shawn Stasiak        | 4    | 28 juin 2002      | 0 jour   | Washington, D.C.                 | Live event                                  | |
| 162 | Spike Dudley         | 5    | 28 juin 2002      | 0 jour   | Washington, D.C.                 | Live event                                  | |
| 163 | Steven Richards      | 13   | 28 juin 2002      | 0 jour   | Washington, D.C.                 | Live event                                  | |
| 164 | Bradshaw             | 3    | 28 juin 2002      | 1 jour   | Washington, D.C.                 | Live event                                  | |
| 165 | Shawn Stasiak        | 5    | 29 juin 2002      | 0 jour   | New York (New York)              | Live event                                  | |
| 166 | Spike Dudley         | 6    | 29 juin 2002      | 0 jour   | New York (New York)              | Live event                                  | |
| 167 | Steven Richards      | 14   | 29 juin 2002      | 0 jour   | New York (New York)              | Live event                                  | |
| 168 | Bradshaw             | 4    | 29 juin 2002      | 1 jour   | New York City, New York          | Live event                                  | |
| 169 | Raven                | 22   | 30 juin 2002      | 0 jour   | Uncasville, Connecticut          | Live event                                  | |
| 170 | Crash Holly          | 19   | 30 juin 2002      | 0 jour   | Uncasville, Connecticut          | Live event                                  | |
| 171 | Steven Richards      | 15   | 30 juin 2002      | 0 jour   | Uncasville, Connecticut          | Live event                                  | |
| 172 | Bradshaw             | 5    | 30 juin 2002      | 6 jours  | Uncasville, Connecticut          | Live event                                  | |
| 173 | Steven Richards      | 16   | 6 juillet 2002    | 0 jour   | Frederick, Maryland              | Live event                                  | |
| 174 | Crash Holly          | 20   | 6 juillet 2002    | 0 jour   | Frederick, Maryland              | Live event                                  | |
| 175 | Christopher Nowinski | 1    | 6 juillet 2002    | 0 jour   | Frederick, Maryland              | Live event                                  | |
| 176 | Bradshaw             | 6    | 6 juillet 2002    | 1 jour   | Frederick, Maryland              | Live event                                  | |
| 177 | Steven Richards      | 17   | 7 juillet 2002    | 0 jour   | Wildwood (New Jersey)            | Live event                                  | |
| 178 | Crash Holly          | 21   | 7 juillet 2002    | 0 jour   | Wildwood (New Jersey)            | Live event                                  | |
| 179 | Christopher Nowinski | 2    | 7 juillet 2002    | 0 jour   | Wildwood (New Jersey)            | Live event                                  | |
| 180 | Bradshaw             | 7    | 7 juillet 2002    | 5 jours  | Wildwood (New Jersey)            | Live event                                  | |
| 181 | Justin Credible      | 3    | 12 juillet 2002   | 0 jour   | Lakeland, Florida                | Live event                                  | |
| 182 | Spike Dudley         | 7    | 12 juillet 2002   | 0 jour   | Lakeland, Florida                | Live event                                  | |
| 183 | The Big Show         | 3    | 12 juillet 2002   | 0 jour   | Lakeland, Florida                | Live event                                  | |
| 184 | Bradshaw             | 8    | 12 juillet 2002   | 1 jour   | Lakeland, Florida                | Live event                                  | |
| 185 | Justin Credible      | 4    | 13 juillet 2002   | 0 jour   | Daytona Beach, Florida           | Live event                                  | |
| 186 | Shawn Stasiak        | 6    | 13 juillet 2002   | 0 jour   | Daytona Beach, Florida           | Live event                                  | |
| 187 | Bradshaw             | 9    | 13 juillet 2002   | 1 jour   | Daytona Beach, Florida           | Live event                                  | |
| 188 | Justin Credible      | 5    | 14 juillet 2002   | 0 jour   | Bethlehem (Pennsylvanie)         | Live event                                  | |
| 189 | Shawn Stasiak        | 7    | 14 juillet 2002   | 0 jour   | Bethlehem (Pennsylvanie)         | Live event                                  | |
| 190 | Bradshaw             | 10   | 14 juillet 2002   | 1 jour   | Bethlehem, Pennsylvania          | Live event                                  | |
| 191 | Johnny Stamboli      | 1    | 15 juillet 2002   | 0 jour   | East Rutherford, New Jersey      | Raw                                         | en battant Bradshaw pendant son match pour le titre contre Christopher Nowinski.                                                                                            |
| 192 | Bradshaw             | 11   | 15 juillet 2002   | 11 jours | East Rutherford, New Jersey      | Raw                                         | En battant Johnny Stamboli dans les coullises. Il renommera le titre en WWE Texas Hardcore Championship pour la durée de son règne.                                         |
| 193 | Raven                | 23   | 26 juillet 2002   | 0 jour   | Houston (Texas)                  | Live event                                  | |
| 194 | Justin Credible      | 6    | 26 juillet 2002   | 0 jour   | Houston (Texas)                  | Live event                                  | |
| 195 | Shawn Stasiak        | 8    | 26 juillet 2002   | 0 jour   | Houston (Texas)                  | Live event                                  | |
| 196 | Bradshaw             | 12   | 26 juillet 2002   | 1 jour   | Houston (Texas)                  | Live event                                  | |
| 197 | Raven                | 24   | 27 juillet 2002   | 0 jour   | San Antonio, Texas               | Live event                                  | |
| 198 | Justin Credible      | 7    | 27 juillet 2002   | 0 jour   | San Antonio, Texas               | Live event                                  | |
| 199 | Shawn Stasiak        | 9    | 27 juillet 2002   | 0 jour   | San Antonio, Texas               | Live event                                  | |
| 200 | Bradshaw             | 13   | 27 juillet 2002   | 1 jour   | San Antonio, Texas               | Live event                                  | |
| 201 | Raven                | 25   | 28 juillet 2002   | 0 jour   | Columbia, South Carolina         | Live event                                  | |
| 202 | Justin Credible      | 8    | 28 juillet 2002   | 0 jour   | Columbia, South Carolina         | Live event                                  | |
| 203 | Shawn Stasiak        | 10   | 28 juillet 2002   | 0 jour   | Columbia, South Carolina         | Live event                                  | |
| 204 | Bradshaw             | 14   | 28 juillet 2002   | 1 jour   | Columbia, South Carolina         | Live event                                  | |
| 205 | Jeff Hardy           | 3    | 29 juillet 2002   | 0 jour   | Greensboro, North Carolina       | Raw                                         | |
| 206 | Johnny Stamboli      | 2    | 29 juillet 2002   | 0 jour   | Greensboro, North Carolina       | Raw                                         | |
| 207 | Tommy Dreamer        | 6    | 29 juillet 2002   | 5 jours  | Greensboro, North Carolina       | Raw                                         | |
| 208 | Bradshaw             | 15   | 3 août 2002       | 0 jour   | Miami, Florida                   | Live event                                  | |
| 209 | Tommy Dreamer        | 7    | 3 août 2002       | 1 jour   | Miami, Florida                   | Live event                                  | |
| 210 | Bradshaw             | 16   | 4 août 2002       | 0 jour   | Pittsburgh, Pennsylvania         | Live event                                  | |
| 211 | Tommy Dreamer        | 8    | 4 août 2002       | 5 jours  | Pittsburgh, Pennsylvania         | Live event                                  | |
| 212 | Shawn Stasiak        | 11   | 9 août 2002       | 0 jour   | Kelowna, British Columbia        | Live event                                  | |
| 213 | Steven Richards      | 18   | 9 août 2002       | 0 jour   | Kelowna, British Columbia        | Live event                                  | |
| 214 | Tommy Dreamer        | 9    | 9 août 2002       | 1 jour   | Kelowna, British Columbia        | Live event                                  | |
| 215 | Shawn Stasiak        | 12   | 10 août 2002      | 0 jour   | Kamloops, British Columbia       | Live event                                  | |
| 216 | Steven Richards      | 19   | 10 août 2002      | 0 jour   | Kamloops, British Columbia       | Live event                                  | |
| 217 | Tommy Dreamer        | 10   | 10 août 2002      | 1 jour   | Kamloops, British Columbia       | Live event                                  | |
| 218 | Shawn Stasiak        | 13   | 11 août 2002      | 0 jour   | Vancouver, British Columbia      | Live event                                  | |
| 219 | Steven Richards      | 20   | 11 aout 2002      | 0 jour   | Vancouver, British Columbia      | Live event                                  | |
| 220 | Tommy Dreamer        | 11   | 11 aout 2002      | 6 jours  | Vancouver, British Columbia      | Live event                                  | |
| 221 | Raven                | 26   | 17 aout 2002      | 0 jour   | Terre Haute, Indiana             | Live event                                  | |
| 222 | Shawn Stasiak        | 14   | 17 aout 2002      | 0 jour   | Terre Haute, Indiana             | Live event                                  | |
| 223 | Tommy Dreamer        | 12   | 17 aout 2002      | 1 jour   | Terre Haute, Indiana             | Live event                                  | |
| 224 | Shawn Stasiak        | 15   | 18 aout 2002      | 0 jour   | Evansville, Indiana              | Live event                                  | |
| 225 | Steven Richards      | 21   | 18 aout 2002      | 0 jour   | Evansville, Indiana              | Live event                                  | |
| 226 | Tommy Dreamer        | 13   | 18 aout 2002      | 1 jour   | Evansville, Indiana              | Live event                                  | |
| 227 | Bradshaw             | 17   | 19 aout 2002      | 0 jour   | Norfolk (Virginie)               | Raw                                         | Remporté au cours d'une battle royal hardcore. |
| 228 | Crash Holly          | 22   | 19 aout 2002      | 0 jour   | Norfolk (Virginie)               | Raw                                         | Remporté au cours d'une battle royal hardcore. |
| 229 | Tommy Dreamer        | 14   | 19 août 2002      | 7 jours  | Norfolk (Virginie)               | Raw                                         | Remporté au cours d'une battle royal hardcore. La règle du « 24/7 » est désactivée le 19 août 2002.                                                                         |
| 230 | Rob Van Dam          | 4    | 26 août 2002      | 0 jour   | New York (New York)              | Raw                                         | Le titre est unifié avec le WWE Intercontinental Championship. |

## Règnes combinés
| Rang | Catcheur             | Règnes | Jours Combinés |
| ---- | -------------------- | ------ | -------------- |
| 1.   | Steve Blackman       | 6      | 172            |
| 2.   | The Big Boss Man     | 4      | 154            |
| 3.   | Rob Van Dam          | 4      | 134            |
| 4.   | Al Snow              | 6      | 129            |
| 5.   | Crash Holly          | 22     | 108            |
| 6.   | Raven                | 26     | 94             |
| 7.   | Hardcore Holly       | 6      | 58             |
| 7.   | The Undertaker       | 1      | 58             |
| 9.   | Bradshaw             | 17     | 56             |
| 10.  | Rhyno                | 3      | 49             |
| 10.  | Test                 | 2      | 49             |
| 12.  | Road Dogg            | 1      | 48             |
| 13.  | Maven                | 3      | 35             |
| 13.  | Steven Richards      | 21     | 35             |
| 15.  | The Big Show         | 3      | 29             |
| 16.  | Mankind              | 1      | 28             |
| 16.  | Tommy Dreamer        | 14     | 28             |
| 18.  | Bubba Ray Dudley     | 8      | 27             |
| 18.  | Gerald Brisco        | 2      | 27             |
| 20.  | Jeff Hardy           | 3      | 18             |
| 21.  | Kane                 | 1      | 16             |
| 22.  | Mike Awesome         | 1      | 15             |
| 23.  | Billy Gunn           | 2      | 13             |
| 23.  | Goldust              | 7      | 13             |
| 25.  | Shane McMahon        | 1      | 6              |
| 25.  | Pat Patterson        | 1      | 6              |
| 27.  | The British Bulldog  | 2      | 3              |
| 28.  | Matt Hardy           | 1      | 1              |
| 28.  | Tazz                 | 3      | 1              |
| 30.  | Booker T             | 2      | <1             |
| 30.  | Chris Jericho        | 1      | <1             |
| 30.  | Christian            | 1      | <1             |
| 30.  | Christopher Nowinski | 2      | <1             |
| 30.  | Funaki               | 1      | <1             |
| 30.  | Godfather's Ho       | 1      | <1             |
| 30.  | The Hurricane        | 1      | <1             |
| 30.  | Joey Abs             | 1      | <1             |
| 30.  | Johnny Stamboli      | 2      | <1             |
| 30.  | Justin Credible      | 8      | <1             |
| 30.  | K-Kwik               | 2      | <1             |
| 30.  | Kurt Angle           | 1      | <1             |
| 30.  | Mighty Molly         | 1      | <1             |
| 30.  | Perry Saturn         | 2      | <1             |
| 30.  | Pete Gas             | 2      | <1             |
| 30.  | Rodney               | 1      | <1             |
| 30.  | Shawn Stasiak        | 15     | <1             |
| 30.  | Spike Dudley         | 7      | <1             |
| 30.  | Terri                | 1      | <1             |
| 30.  | Thrasher             | 1      | <1             |
| 30.  | Trish Stratus        | 1      | <1             |
| 30.  | Viscera              | 1      | <1             |
| 30.  | William Regal        | 3      | <1             |